# جوناثان جاكسون (لاعب كرة قدم أمريكية أمريكي)
جوناثان جاكسون (بالإنجليزية: Jonathan Jackson)‏ هو لاعب كرة قدم أمريكية أمريكي، ولد في 17 أكتوبر 1981.